# Capsula (forma farmaceutica)

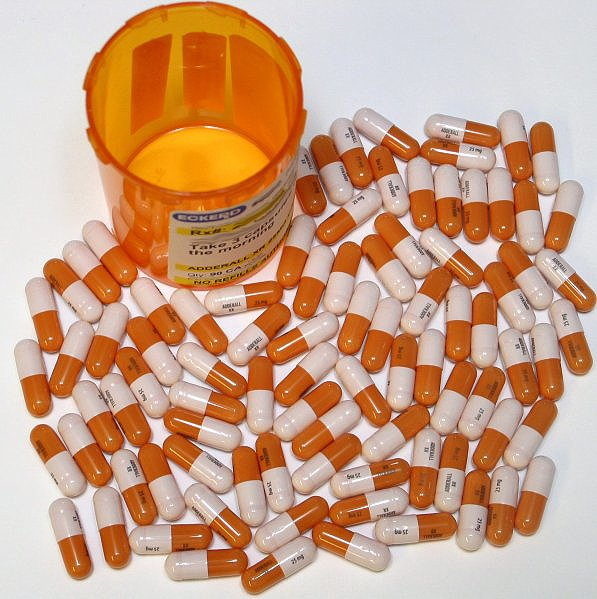
Capsule di amfetamine

Le capsule sono forme farmaceutiche destinate alla somministrazione orale, costituite da un involucro di gelatina o altri materiali generalmente riempito volumetricamente con il principio attivo e gli eccipienti. Secondo la farmacopea italiana sono "preparazioni solide con involucri duri o molli di varie forme e capacità, contenenti usualmente una dose unica di principio attivo."
Si distinguono dalle compresse per il fatto che non sono divisibili, ma possono essere aperte.

## Tipologia
Esistono principalmente due tipi di capsule:
- capsule dure, costituite di gelatina e composte da due metà: il "corpo" di minore diametro che viene riempito e poi sigillato con il "tappo" a maggiore diametro. Vengono generalmente impiegate per contenere polveri farmaceutiche, granulati, pellet o mini-compresse. L'involucro viene fabbricato per primo e poi riempito.
- capsule molli, che possono ospitare sostanze attive liquide da sole oppure soluzioni, sospensioni o emulsioni della sostanza attiva in un solvente liquido. Sono caratterizzate da un involucro qualitativamente simile a quello delle rigide, ma più spesso e morbido a causa della maggior quantità di plastificante. In questo caso fabbricazione e riempimento sono contestuali.

## Materiali per la produzione
Entrambe le classi di capsule sono costituite da soluzioni acquose di agenti gelificanti come proteine animali, principalmente gelatina, o polisaccaridi vegetali e loro derivati quali carragenine e forme modificate di amido e cellulosa come la idrossipropilmetilcellulosa. La gelatina viene ricavata dal collagene della pelle animale o dalle ossa. Altri ingredienti aggiunti alla soluzione di agenti gelificanti sono plastificanti quali glicerina o sorbitolo, coloranti, conservanti, disintegranti e lubrificanti.

## Incapsulamento di capsule molli

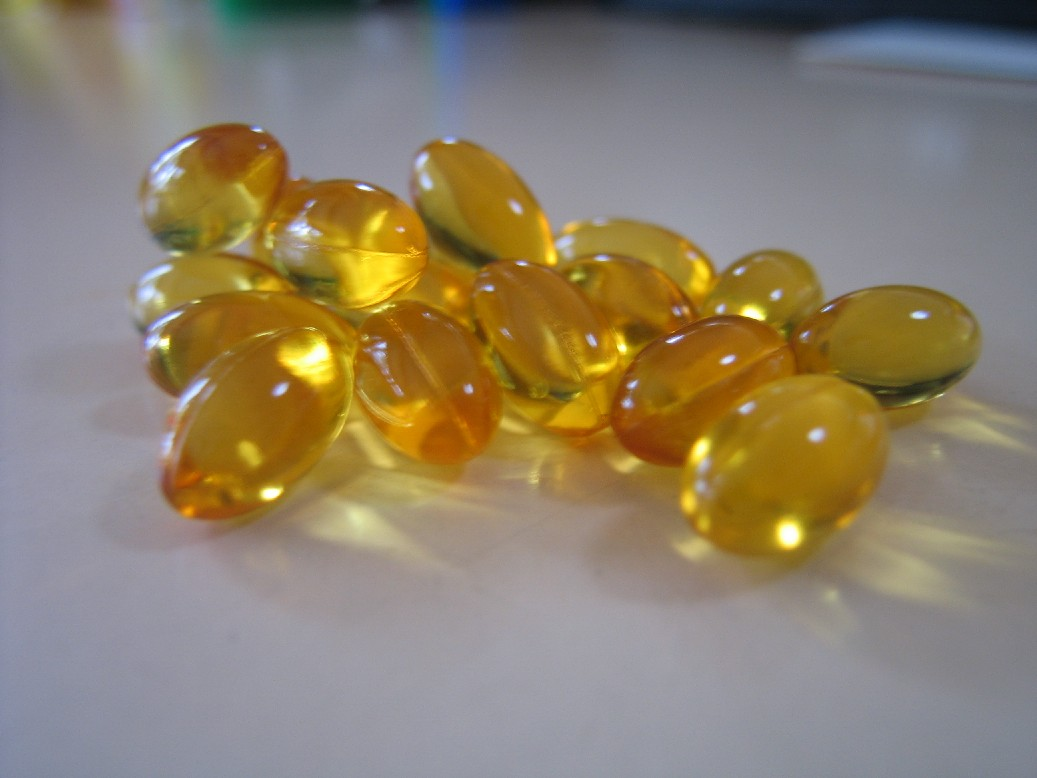
Capsule di olio di fegato di merluzzo

Nel 1834 Mothes e Dublanc hanno brevettato un metodo per produrre capsule di gelatina in singolo pezzo sigillate da una goccia di soluzione di gelatina. Per la realizzazione usarono stampi in ferro individuali, riempiendo le capsule singolarmente con un contagocce, e successivamente set di stampi per formare più capsule alla volta. Alcune aziende ancora utilizzano il metodo tradizionale, ma le apparecchiature necessarie non sono più in commercio. I moderni metodi di incapsulamento soft-gel utilizzano variazioni di un sistema sviluppato da Robert Pauli Scherer nel 1933. La sua innovazione consiste nell'utilizzare uno stampo rotante, riempite per insulfamento. Questo metodo riduce gli sprechi e fu il primo a consentire la produzione di capsule con dosaggio altamente ripetibile. L'attuale proprietario della tecnologia Schrerer è Catalent Pharma Solutions, il più grande produttore al mondo di softgel. Le capsule sono un efficace sistema di erogazione di farmaci per via orale per farmaci scarsamente solubili. Questo perché consentono il riempimento con ingredienti liquidi che aumentano la solubilità e permeabilità del farmaco attraverso le membrane. Gli ingredienti liquidi sono difficili da inserire in qualsiasi altra forma di dosaggio solida, come le tavolette. Le capsule sono anche molto adatte ai farmaci potenti, per esempio in cui la dose è minore di 100 mg, perché il processo di riempimento altamente riproducibile aiuta ad assicurare ad ogni capsula lo stesso contenuto di farmaco e perché gli operatori non sono esposti alla polvere del farmaco durante il processo di fabbricazione. Nel 1949 la divisione Lederle Laboratories della American Cyanamid Company ha sviluppato il processo accogel, permettendo l'introduzione delle polveri in capsule di gelatina molle.

## Incapsulamento di capsule dure
James Murdock di Londra ha brevettato per primo le capsule telescopiche a due pezzi in gelatina nel 1847.  Le capsule sono realizzate in due parti attraverso l'immersione in perni metallici nella soluzione gelificante. Le capsule sono fornite sotto forma di unità chiuse al produttore farmaceutico. Prima dell'uso, le due metà vengono separate, la capsula viene riempita con polvere o pellet mediante estrusione e sferonizzazione, inserendo polvere compressa o sciolta in una metà della capsula e l'altra metà della capsula viene premuta sopra per chiudere. 
La polvere all'interno della capsula contiene il principio attivo ed eventuali eccipienti come leganti, disintegranti, riempitivi, glidanti e conservanti.
ll processo di incapsulamento delle capsule dure può essere effettuato tramite strumenti manuali, semiautomatici e automatici. Le capsule sono aperte nel momento cui vengono riempite e sigillate attraverso il movimento rotatorio di una macchina. Sulle capsule preparate con metodo completamente automatico. Al fine di verificarne il peso corretto e di garantire la qualità del prodotto, vengono usate tecniche come la NIR e la spettroscopia vibrazionale. 

### Formati
Le capsule vengono fabbricate in formati standard:
| Dimensione | Volume (ml) | Lunghezza (mm) | Diametro esterno (mm) |
| ---------- | ----------- | -------------- | --------------------- |
| 5          | 0,13        | 11.1           | 4.91                  |
| 4          | 0.20        | 14.3           | 5.31                  |
| 3          | 0,27        | 15.9           | 5.82                  |
| 2          | 0.37        | 18             | 6.35                  |
| 1          | 0.48        | 19.4           | 6.91                  |
| 0          | 0.67        | 21.7           | 7.65                  |
| 0E         | 0.7         | 23.1           | 7.65                  |
| 00         | 0.95        | 23.3           | 8.53                  |
| 000        | 1.36        | 26.14          | 9.91                  |
| 13         | 3.2         | 30             | 15.3                  |
| 12         | 5           | 40.5           | 15.3                  |
| 12el       | 7.5         | 57             | 15.5                  |
| 11         | 10          | 47.5           | 20.9                  |
| 10         | 18          | 64             | 23.4                  |
| 7          | 24          | 78             | 23.4                  |
| Su07       | 28          | 88.5           | 23.4                  |